# جير (سروستان)
جیر (بالفارسية: چیر) هي قرية تقع في إيران في Sarvestan Rural District. يقدر عدد سكانها بـ 524 نسمة بحسب إحصاء 2016.